# نهاد، خود، فراخود
بنا بر نظریهٔ زیگموند فروید، عصب‌شناس و روان‌کاو سرشناس اتریشی، شخصیت انسان از سه عنصر تشکیل شده‌است: «نهاد» (اید)، «خود» (ایگو) و «فراخود» (سوپرایگو). این سه عنصر در تعامل با یکدیگر، رفتارهای پیچیدهٔ انسانی را به وجود می‌آورند.
«نهاد» اید، تنها مؤلفهٔ شخصیت است که از بدوِ زایش انسان حضور دارد. «خود» ایگو، آن مؤلفه از شخصیت است که مسئول برخورد با واقعیت است. «فراخود»سوپرایگو، آن جنبه از شخصیت است که دربردارندهٔ تمام آرمان‌ها و استانداردهای اخلاقی و درونی است که ما از پدر و مادر و جامعه کسب می‌کنیم.

## نهاد (اید)
جنبهٔ نهاد یا آن (پارسی) یا اید (لاتین) یا اِس (آلمانی) یا ایت (انگلیسی) از شخصیت، کاملاً ناخودآگاه است و غرایز و رفتارهای ابتدایی را شامل می‌شود. رفتارهای ابتدایی مانند بازتاب‌ها، انگیزش‌ها و امیال و مخصوصاً امیال جنسی و پرخاش‌گرایانه را شامل می‌شود. 
نهاد، مخزن لیبیدو است که منبع اصلی نیروی غریزه‌ای است که به مطالبات واقع‌گرایانه پاسخ نمی‌دهد. اید بر اساس اصل لذت عمل می‌کند و نیرویی روانی است که میل به ارضای سریع امیال و هوس‌ها دارد و بدین صورت تعریف می‌شود که از هر کاری که باعث رنج و درد شود و لذت‌آور نباشد، دوری می‌جوید و هنگامی که تنش غریزه‌ای در او بالا می‌رود، تحریک می‌شود. بر اساس نظریه فروید اید کاملاً ناهشیار است:

نهاد قسمت تاریک و غیرقابل تغییر شخصیت ماست و اطلاع ما از آن بر اساس آنچه از مطالعه رویاها و روند شکل‌گیری نشانگان روان‌نژندی مشاهده کرده‌ایم  ناچیز است و بیشتر آن خصوصیت منفی دارد و می‌توان آن را با ایگو در تضاد دانست. ما با کمک قیاس به آن نگاه می‌کنیم: آن را به آشوب یا به یک ظرفی جوشان از هیجانات تشبیه می‌کنیم. اید مملو از انرژی‌ای است که از غرایز برمی‌خیزد ولی نظامی ندارد. هیچ اراده مجموعی درست نمی‌کند؛ فقط بر آن است که نیازهای غریزی خود را ارضا کند که تحت سلطه اصل لذت است.

## خود (ایگو)
خود یا من (پارسی) یا ایگو (لاتین) یا ایش (آلمانی) یا آی (انگلیسی) بخش سازمان‌یافته و منطقیِ ساختار روانی و میانجی بین نهاد، فراخود، و دنیای خارجی است.
تبعیت از قوانین فرایند ثانویه تفکر.
بر طبق اصل واقعیت هدایت می‌شود. ایگو در جهت ارضای غرایز اید به صورت واقع‌گرایانه قدم برمی‌دارد به صورتی که در بلندمدت باعث سودش شود نه زیان. همچنین فروید اذعان می‌دارد که همچنان‌که ایگو سعی می‌کند بین اید و واقعیت خارجی میانجی باشد، اغلب خواسته‌های ناخودآگاه اید را زیر توجیهات عقلانی پیش آگاه خود می‌پوشاند که تعارض‌های اید را با واقعیت بپوشاندو واقعیت را در نظر بگیرد حتی وقتی اید سرسخت و غیرقابل انعطاف است. اصل واقعیت که ایگو بر اساس آن عمل می‌کند، یک مکانیسم تنظیمی است که باعث می‌شود فرد ارضای فوری خواسته‌هایش را به تعویق بیندازد و بتواند به‌طور بهنجار در جامعه زندگی کند. به عنوان مثال بتواند جلوی انگیزشی که باعث می‌شود فرد مال دیگری را تصاحب کند بگیرد و در عوض آن را خریداری کند.
ایگو ساختاری از سازوکار شخصیت است که شامل عملکردهای دفاعی، دریافتی، ادراکی و اجرایی می‌شود. خودآگاهی در ایگو جای دارد در حالی که تمام فعالیت‌های ایگو خودآگاه نیستند. در ابتدا فروید از لفظ ایگو برای اینکه احساس خودیت را نشان دهد استفاده می‌کرد ولی بعداً آن را تغییر داد تا به معنای طیفی از فعالیت‌های روانی از جمله قضاوت، تحمل کردن، سنجیدن با واقعیت، کنترل کردن، برنامه‌ریزی، دفاع، فرآوری اطلاعات، کارکرد عقلانی و حافظه شود. ایگو تشخیص می‌دهد چه چیزی واقعیت دارد. ایگو به ما کمک می‌کند که به افکارمان انسجام بدهیم و معنای آنها را و جهان اطرافمان را درک کنیم. «ایگو بخشی از اید است که مستقیماً تحت تأثیر جهان خارجی قرار دارد. .... ایگو نمایندهٔ بخشی از روان است که آن را حس مشترک (عقل سلیم) و خرد می‌نامیم بر خلاف اید که محل احساسات اولیه است. حالت ایگو نسبت به اید شبیه حالت راکب و مرکوب است که همیشه باید مواظب قدرت بیشتر مرکب خود باشد و آن را رام نگه دارد با این تفاوت که اسب‌سوار این کار را با قدرت خودش انجام می‌دهد ولی ایگو نیروهای بخش‌های دیگری را برای این کار قرض می‌گیرد». «وضع ایگو از این هم پیچیده‌تر است زیرا در حقیقت سه ارباب دارد: جهان خارج، اید و سوپرایگو» وظیفه‌اش آن است که بین غرایز بدوی و واقعیت موازنه برقرار کند، در حالی که رضایت اید و سوپرایگو را برآورده می‌سازد. نگرانی اصلی‌اش محافظت از شخص است و اجازه می‌دهد برخی از تمناهای اید بیان محقق شوند، ولی تنها زمانی که پیامد آن اعمال ناچیز است. «بدین سبب ایگو که امیال خود را از اید می‌گیرد و توسط سوپرایگو محدود می‌شود و توسط واقعیت پس‌زده می‌شود، در برآوردن هماهنگی بین نیروها و تأثیراتی که بر و در آن اثرگذارند تقلا می‌کند.» و به سادگی «دچار اضطراب می‌شود - اضطراب واقعیت که مربوط به جهان خارج است، اضطراب اخلاقی که از سوپر ایگو می‌آید و اضطراب روان‌نژندی که از قدرت امیال و احساسات اید به آن وارد می‌شود.»

## فراخود (سوپرایگو)
فراخود یا اَبَر-مَن (پارسی) یا سوپِر-ایگو (لاتین) اوبِر-ایش (آلمانی) یا اووِر-آی (انگلیسی) شامل دو بخش است: «وجدان» و «خودِ آرمانی». فراخود (ابرمن) محصول عقدهٔ اُدیپ است و از طریق همانندسازی با والدین به وجود می‌آید.
کنش «وجدان» به دو صورت است: پاداش دادن در برابر رفتارهای اخلاقی و ایجاد احساس گناه در برابر انجام اعمال غیراخلاقی.
سوپرایگو مسئول درونی‌کردن قواعد فرهنگی است و معمولاً توسط اعمال تأثیر والدین صورت می‌پذیرد. فروید ایدهٔ سوپرایگو را از ترکیب مفاهیم پیشین ایگو - ایده‌ال و «یک انرژی روانی مخصوص که بررسی می‌کند که ایگو - ایده‌آن به ارضای خودشیفته‌گانه برسد… که ما به آن وجدان می‌گوییم». برای فروید «جاینشینی سوپرایگو بدین صورت توصیف می‌شود که یک مورد از همانندسازی با الگوی والد صورت می‌پذیرد.» هنگامی که چنان‌که رشد ادامه می‌یابد «سوپرایگو تأثیر آنهایی که پا در جای والدین گذاشتند (مانند معلمین و افرادی که الگوی دیگران قرار می‌گیرند را نیز در خود می‌پذیرد».
بر این اساس، سوپرایگوی یک کودک، در حقیقت از الگوی والدین خود صورت نمی‌گیرد، بلکه از الگوی سوپرایگوی والدین خود صورت می‌پذیرد. محتوایی که آن را پر می‌کند همان است و اسباب امتداد سنت و تمام قضاوت‌هایی می‌شود که در طی زمان مقاومت کرده‌اند و از بین نرفته‌اند و خود را نسل اندر نسل انتشار داده‌اند.
سوپرایگو کمال‌گرا است. او قسمتی از ساختار شخصیتی را شکل می‌دهد که بیشتر ولی نه تماماً ناخودآگاه است که شامل ایگوایده‌آل‌های فرد، هدف‌های معنوی و قسمتی از روان که به آن وجدان گفته می‌شود که تمایلات، فانتزی‌ها، احساسات و اعمال فرد را نقد می‌کند و جلوی آنها را می‌گیرد. «سوپرایگو نوعی از وجدان است که اعمالی که از نظرش خلاف هستند را با احساس گناه مؤاخذه می‌کند؛ مثلاً اگر شخص رابطه‌ای خارج از ازدواجش با کسی داشته باشد.»
سوپرایگو در تضاد با اید کار می‌کند. سوپرایگو تمام تلاشش این است که خود را با هنجارهای اجتماعی تطبیق دهد در حالی که اید تنها ارضای آنی می‌خواهد. سوپرایگو احساس درست و غلط و وجدان ما را کنترل می‌کند. او به ما کمک می‌کند تا رفتارمان مورد قبول اجتماع واقع شود.
خواسته‌های سوپرایگو معمولاً در تضاد با اید قرار دارد و از آن جهت ایگو گاهی برای میانجی‌گری بین آن‌دو به مشکل برمی‌خورد.